# إلييرو إليا
إلييرو إليا (بالهولندية: Eljero Elia)‏ (مواليد 13 فبراير 1987 في فوربورغ - هولندا) لاعب كرة قدم هولندي يلعب حاليا لصالح نادي الدرجة الأولى اليوفنتوس الإيطالي في مركز الجناح كما يجيد اللعب في مركز المهاجم .

## روابط خارجية
- إلييرو إليا على موقع الاتحاد الدولي (مؤرشف)  (الإنجليزية)
- إلييرو إليا على موقع الاتحاد الأوربي (الإنجليزية)
- إلييرو إليا على موقع اتحاد تركيا (لاعب) (الإنجليزية)
- إلييرو إليا على موقع قاعدة بيانات كرة القدم.إي يو (الإنجليزية)
- إلييرو إليا على موقع بيانات كرة القدم. دي إي (الألمانية)
- إلييرو إليا على موقع ناشيونال فوتبول تيمز (الإنجليزية)
- إلييرو إليا على موقع Soccerbase.com (لاعب) (الإنجليزية)
- إلييرو إليا على موقع Soccerway.com (الإنجليزية)
- إلييرو إليا على موقع عالم كرة القدم.نت (الإنجليزية)
- إلييرو إليا على موقع AS.com (الإسبانية)